# 細川忠利
細川忠利（日语：／ Hosokawa Tadatoshi，1586年12月21日—1641年4月26日）是日本江戶時代前期大名。豐前小倉藩第2代藩主，後來成為肥後熊本藩初代藩主。父親是細川忠興。母親是明智光秀的女兒玉子。

## 生平
在天正14年11月11日（1586年12月21日）出生，家中三男。幼名是光千代。最初以長岡氏為姓，不過在慶長5年（1600年）因為德川家康的命令而恢復細川氏，稱為細川內記（父親忠興直到大坂夏之陣後為止仍以長岡為姓，在稱號中也使用羽柴姓）。在年幼時因為病弱，於是母親玉子令其接受基督教的洗禮。
長兄忠隆在慶長5年（1600年）的關原之戰後被廢嫡，而被送到江戶作人質的忠利則受到第2代將軍德川秀忠信賴，於是在慶長9年（1604年）得到家中繼承權，次兄興秋在翌年（1605年）出奔，被視為是因為對弟弟繼承家督的決定不满而出走（興秋在剃髪後，前往京都投靠祖父細川幽齋，後來在大坂之陣中加入豐臣氏一方，於大坂城籠城並戰敗後逃走，在慶長20年（1615年）自殺）。
慶長13年（1608年），忠利和千代姬結婚。千代姬是小笠原秀政和登久姬（松平信康的女兒）所生的次女千代姬（保壽院，德川秀忠的養女）。千代姬在慶長14年（1609年）4月24日進入豐前國中津城。元和5年（1619年），長男光利（後來為改名光尚）出生。元和6年（1620年），父親忠興讓予家督給忠利而成為小倉藩藩主。
寬永9年（1632年），因為肥後熊本藩的加藤忠廣被改易，於是從小倉加增移封至熊本54萬石（小倉城城主由妻子之兄小笠原忠真繼任），此時成為熊本藩的初代藩主，父親忠興隱居在八代城。在寬永14年（1637年）的島原之亂中參戰並立下武功。

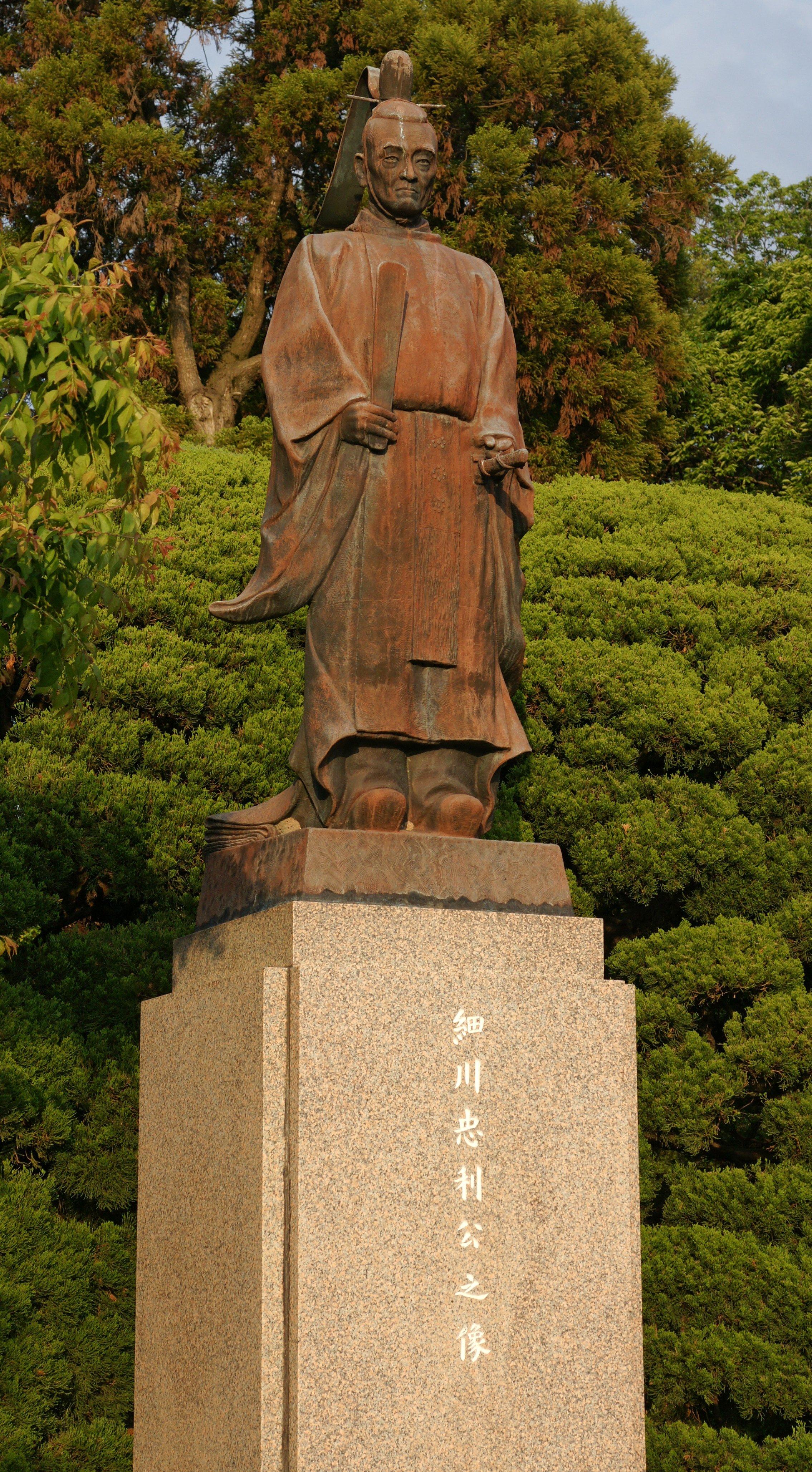
水前寺成趣園內的細川忠利之像

在寬永18年（1641年）死去。享年55歲。繼承人是長男光尚。

## 人物
- 因為以人質身份留在江戶，所以沒有在關原之戰中立下功績，而且對於兩個兄長被無視，自身卻成為世子而感到在意，在流傳的書信中，對德川家和父親忠興、以及被廢嫡的長兄忠隆、叔父、叔母等相當關心。[1]

- 在武人時代轉移至幕藩體制的新時代中，努力調和妻家德川家和個性強悍的父親忠興之間的關係，成功令細川家保留大大名家的身份。

- 加藤家被改易後，被交予熊本藩等，受到幕府信賴，時有傳言「遲早會像藤堂高虎一樣常駐在江戶吧」（いずれ藤堂高虎のように江戸に常駐するのではないか）。寬永11年（1634年），向幕閣提出參勤交代的改善政策，並且被採用。在死去後，德川家光對此嘆息說「越中（忠利）太快死去了」（越中早く果て候）。

- 雖然是外様大名，但以幕府側的代理者身份行動的情況相當多，因此被其他大名討厭。

- 德川家光的乳母春日局是明智氏，因此對有明智氏血緣的忠利相當好意。

- 因為少年時期在江戶居住，與在秀忠一代的幕府有力旗本眾自幼就認識，因此能向旗本眾打聽幕府的動向。[2]

- 熱心於武藝，特別是劍術師事柳生宗矩，在大名中與鍋島元茂並稱為柳生新陰流代表性劍士之一。而宗矩亦對忠利有很高評價，並給予秘傳「兵法家傳書」。在晩年招攬宮本武藏，以客人身份被招待而廣為人知。

- 根據遺言，在熊本市的岫雲院 (春日寺)火化，有兩隻愛養的鷹殉死。